# Se state leggendo questo libro è già troppo tardi!
Se state leggendo questo libro è già troppo tardi! è un romanzo fantasy di Pseudonymous Bosch del 2008, pubblicato nel 2009 dalla Mondadori. È preceduto da Il titolo di questo libro è segreto e seguito da Questo libro potrebbe farvi male.

## Trama
Cass e Max-Ernest sono due giovani eroi che sono iniziati alla misteriosa Terces Society e ostacolati dal Dottor L e dalla signorina Mauvais. Nel corso delle loro avventure si imbattono nel museo della magia e lì incontrano il grande mago Pietro Bergamo; scoprono che una misteriosa creatura nata in una bottiglia è la chiave per il segreto più grande di tutti.